# Kultura obańska
Kultura obańska – mezolityczna kultura Wysp Brytyjskich, występująca głównie na zachodnich wyspach Szkocji w 4. tysiącleciu p.n.e.. Nazwa pochodzi od miejscowości Oban w hrabstwie Argyll and Bute, gdzie dokonano głównych znalezisk.
Irlandzkim odpowiednikiem kultury obańskiej jest kultura larneńska. Przez niektórych obańska jest uznawana za peryferyjny odłam larneńskiej.
Wśród znalezisk z kultury obańskiej można wymienić kolczaste włócznie oraz czaszołkowe miarki.